# Нікольське (Ферзиковський район)
Нікольське (рос. Никольское) — присілок в Ферзиковському районі Калузької області Російської Федерації.
Населення становить 21 особу. Входить до складу муніципального утворення село Ферзиково.

## Історія
Від 2004 року входить до складу муніципального утворення село Ферзиково

## Населення
| 2002 | 2010 | 2011 |
| ---- | ---- | ---- |
| 9    | ↗15  | ↗21  |